# Автоматический стабилизатор
Автоматический стабилизатор (также встроенный стабилизатор) — вид бюджетной политики, при котором налоговые доходы и расходы бюджета автоматически меняются в зависимости от фазы экономического цикла так, чтобы сгладить колебания экономики. Бюджетная политика не является оперативным инструментом государственного регулирования экономики, так как законы о налогах и бюджете требуют длительного обсуждения и вступают в действие, как правило, не сразу. Поэтому становится привлекательной возможность использования автоматических стабилизаторов, которые включаются и выключаются без участия государства.

## Экономический смысл
Бюджетная политика является одним из инструментов антициклического регулирования. Стандартной рекомендацией является снижение налогов и увеличение расходов в периоды экономического спада, а также увеличение налогов и сокращение расходов в периоды экономического бума. Для «включения» бюджетной политики необходимо определить, что в экономике началась рецессия. Начало спада определяется лишь после того, как статистические органы соберут и обработают всю необходимую информацию. Для того, чтобы можно было говорить о спаде, ВВП страны должен снижаться в течение определенного времени. Например, более двух кварталов подряд. После того, как спад стал очевиден, правительство должно сформировать пакет налогово-бюджетных мер, утвердить его и представить на рассмотрение в парламент. Процедура рассмотрения законопроекта также требует времени. Многие законы, меняющие правила налогообложения, вступают в силу лишь с начала очередного налогового периода, чаще всего с начала нового года. Поэтому становится привлекательной возможность использования автоматических стабилизаторов, которые включаются и выключаются в нужный момент без участия государства.

## Виды стабилизаторов
Применяются следующие стабилизаторы.
1. Налоги на доходы физических лиц, на прибыль корпораций, косвенные налоги, зависящие от продаж. Когда в экономике начинается рецессия, доходы экономических агентов падают, и вместе с ними снижается сумма налога. Во время бума наоборот налоговые сборы растут. Налоги работают эффективнее, если шкала ставок является прогрессивной.
2. Пособие по безработице. Люди, теряющие во время спада работу, потребляют меньше. В результате снижается совокупный спрос, что усугубляет спад. Пособие по безработице частично компенсирует выпадающие доходы за счет бюджета и поддерживает экономику.
3. Бюджетные правила. В период, когда экономика растет, бюджетные правила могут ограничивать рост расходов, аккумулируя избыточные налоговые поступления в резервные фонды или направляя их на погашение государственного долга. В случае спада в экономике недостаток доходов компенсируется из резервов. Таким образом, бюджетные правила сглаживают государственные расходы.